# 異形：聖約
是一部2017年的美國科幻恐怖電影，2012年電影《普羅米修斯》的續集以及「異形系列」的第六部電影作品。電影再次由雷利·史考特執導，傑克·裴格倫和麥可·葛林編劇，由麥可·法斯賓達再次擔任主角，其他演員有凱薩琳·華特斯頓、丹尼·麥布萊與德米安·畢齊等。
《異形：聖約》2017年5月4日在倫敦首映，5月19日在北美上映。電影上映後獲得多數正面評價，其中讚美了雷利·史考特的回歸執導，以及麥可·法斯賓達在片中的完美「雙重」演出。電影成本9700萬美元，且不包括行銷費用，但全球票房僅收穫2.4億美元，商業表現不佳。

## 劇情
韋蘭工業總裁彼得·韋蘭與他創造的最新型仿生人進行首次對話，其用房間的大衛仿真雕像而將自己命名為「大衛」（David）。精通世界知識並擁有人類情感的大衛，雖然將韋蘭視為父親一般，但當他開口問起關於「誰是人類的造物主」、以及「自己不會像人類一樣老死」時，韋蘭面色便凝重起來。
2104年，普羅米修斯號考察過去十年，一艘殖民太空船「聖約號」（Covenant）正在航向「奧瑞加六」（Origae-6）星球進行地球化殖民任務，船上載有15名船員、2000名殖民者以及1000多個活體胚胎；航行期間由人工智能電腦「母親」及仿生人「瓦特」（Walter）處理事務；瓦特是以大衛為藍本而經過系統調整、僅有相同面孔的全新型号。聖約號一日遭遇恒星中微子耀斑衝擊而損壞系統，還造成休眠中的布蘭森艦長、多名殖民者及胚胎喪生，剩餘14名船員被喚醒後分別補救系統，布蘭森之妻丹妮絲緬懷丈夫後加入修復工作。在修復充能帆板時，田納西因意外遠離母艦而收到不明訊息，模糊畫面顯示一名女子哼著經典歌曲《鄉村路带我回家》。訊息來源於一個距離較近的星球，接任艦長一職的大副奧倫不顧丹妮絲的反對，下令航向該星球調查。
聖約號經過幾星期航程抵達該星球，三名駕駛留在船上以外，其他人搭乘登陸艦艇穿過風暴登陸星球，發現環境、資源豐富，逐漸認為此處更適合殖民。一行人跟隨信號走進一艘棄置山頂多年的圓形宇宙船上，在船體裡搜到普羅米修斯號的科學家伊莉莎白·蕭的私人物品，同時在駕駛座上發現訊號是蕭遺留的全息投影。奧倫之妻卡瑞妮來到林中採集水源樣本時，她身邊的保全萊德華踩爛地上的腐爛孢子，感染一種黑色病原體後開始吐血、體力不支、臉色蒼白。卡瑞妮緊急將他送回登陸艦的醫療室搶救，但一隻幼年異形生物從萊沃德的背部鑽出來殺死卡瑞妮，而駕駛員法瑞絲過於驚慌失措，不慎打爆油桶而炸毀整架登陸艦。奧倫一行人沒能及時趕回營救，當中的一員哈雷特同樣感染病原體，另一隻相似生物從他口中爬出來襲擊其他人，咬斷瓦特的左手、殺死保全安可，其他人不知如何應對。
十年來留在星球上的大衛發射信號彈嚇跑該生物，帶領其他人至一座堆積大量外星人（工程師）屍體的遺址中，大衛表示他先前與蕭來到這裡，但蕭於宇宙船的失控墜毀中不幸喪生，病原體樣本同時洩漏殺死該星球的人口。大衛建議他們在屋頂上架設天線與聖約號取得聯繫，而瓦特與大衛交談中說明自己是新型產品，並已去除舊型機種的缺點，唯獨缺乏創造力。異形生物潛入眾人所在的宮殿殺死蘿森塔，大衛走上前與異形生物面對面時被奧倫發現，感覺到危險的奧倫而立即開槍殺死牠。隨後，奧倫要求大衛坦白異形生物相關事情，大衛帶著奧倫到他的研究室，並表示這些生物是他透過改造黑色病原體使其能夠將人體作為宿主並寄生培育成為「新物種」。大衛將奧倫帶入一間孵化室，誘騙他走近其中一個蛋體前，一隻抱臉體跳出緊緊地抱住奧倫的臉，讓一隻異形從奧倫體內孵化且破肚而出。
其他人開始搜尋失蹤的船員，瓦特找到蕭遭人體解剖過後的遺體，大衛坦承當年將蕭用於異形進化的研究，並故意對工程師家園釋放病原體，摧毀他們整個文明。大衛解釋工程師或人類如今都淪為「下等生物」，因此創造出異形生物來消滅牠們。此時大衛突然襲擊瓦特，以利器讓瓦特當機癱瘓。丹妮絲在畫室中得知大衛對蕭做的事情，而大衛來到她面前表示也會「對她做相同的事」，隨即對丹妮絲施暴。但瓦特這時自我修復重啟，丹妮絲往外逃後留下瓦特與大衛搏鬥。洛普遭遇一隻剛孵化的抱臉體襲擊，科爾協助他脫離時，生長成型的異形跳下來殺死科爾。洛普和丹妮絲會合後跑到廣場呼叫駕駛飛行貨機的田納西，而瓦特隨即一同逃出來，陪他們搭上貨機離開回到母艦。此時異形亦出現登上貨機，丹妮絲到貨機外面迎戰牠，最後將牠困入起重機後殺死。
倖存的一行人返回母艦，丹妮絲接替艦長職位，然而洛普因為體內被植入過異形胚胎，導致一隻異形從他體內破肚而出後溜進船上。丹妮絲立即拉響警報，但兩名副駕駛瑞克斯和艾普沃斯沒聽到警報，一同被身後的異形殘殺。丹妮絲與田納西順勢將異形引至地球化大型工具車間，引誘異形至工具車前，隨後開啟艙門、放開固定纜繩將異形推出艦船。事後，僅剩兩人的丹妮絲和田納西繼續任務，而丹妮絲進入休眠艙前，發現面前的瓦特不熟悉她之前講過的“蓋一座湖邊小木屋”的故事，才發現面前的瓦特其實是大衛所假冒，丹妮絲還沒來得及反抗就遭休眠。之後大衛從口中吐出兩個異形胚胎放入胚胎保存室，在航行日誌中謊稱除丹妮絲和田納西以外的所有船員都死於之前的中微子災難，獨自駕駛著聖約號繼續航向目的地。

## 角色
| 演員            | 角色                                                | 備註                                                                                         |
| 麥可·法斯賓達   | 大衛 David                                          | 由韋蘭企業所造的機器人助理，擁有人類情感、型號較老的機器人，曾經是普羅米修斯號上的助手。     |
| 麥可·法斯賓達   | 瓦特 Walter                                         | 聖約號上的機器助理，擁有和大衛一樣的面孔的全新型號，思想方面更接近機器人。                   |
| 凱薩琳·華特斯頓 | 凱薩琳·「丹妮」·丹妮絲 Katherine "Danny" Daniels    | 聖約號上的地球化專家，小名「丹妮」，堅強、聰明又能幹，在船上備受歡迎，同時與艦長雅各為夫妻。 |
| 丹尼·麥布萊     | 田納西·「T」·法瑞斯 Tennessee "T" Faris             | 聖約號上的總駕駛員，總是戴一頂牛仔帽。                                                       |
| 比利·庫達普     | 克里斯多福·「克里斯」·奧倫 Christopher "Chris" Oram | 聖約號上的大副，為人嚴肅、富有信仰，造成他比較自以為是。                                     |
| 德米安·畢齊     | 丹·洛普中士 Sgt. Dan Lope                           | 聖約號上的保全主管，偕自己的同性伴侶湯姆一同參與殖民計畫。                                   |
| 卡門·艾喬格     | 卡瑞妮·奧倫 Karine Oram                             | 與奧倫為夫妻，聖約號上的植物學家。                                                           |
| 艾美·塞梅茲     | 瑪姬·法瑞斯 Maggie Faris                            | 與田納西為夫妻，為星球登陸船的駕駛員。                                                       |
| 凱莉·赫南德茲   | 艾普沃斯 Upworth                                    | 聖約號上的副駕駛之一，同時也受過醫護訓練，時常擔任醫官。                                     |
| 傑西·斯莫利特   | 瑞克斯 Ricks                                        | 與艾普沃斯為夫妻，同樣身為聖約號副駕駛。                                                     |
| 奈森尼爾·狄恩   | 湯姆·哈雷特 Tom Hallett                             | 洛普的同性伴侶，身為聖約號保全隊員。                                                         |
| 亞歴山大·英格蘭 | 安可 Ankor                                          | 聖約號保全隊員。                                                                             |
| 班傑明·瑞格比   | 班·萊德華 Ben Ledward                               | 聖約號保全隊員。                                                                             |
| 泰絲·哈布瑞克   | 莎拉·「蘿西」·蘿森塔 Sarah "Rosie" Rosenthal        | 聖約號女保全隊員。                                                                           |
| 尤里·拉杜克福   | 科爾 Cole                                           | 聖約號保全隊員。                                                                             |
| 詹姆斯·法蘭科   | 雅各·「傑克」·布蘭森 Jacob "Jake" Branson           | 特別客串，聖約號船長，與丹妮絲為夫妻，追求刺激的運動家。                                     |
| 蓋·皮爾斯       | 彼得·韋蘭 Peter Weyland                             | 韋蘭企業的老總，大衛的創始者，十年前一同登上普羅米修斯號去尋找他自己的創始者。               |
| 歐蜜·瑞佩斯     | 伊莉莎白·蕭 Dr. Elizabeth Shaw                      | 普羅米修斯號上的考古學家，艦船毀滅後，除了大衛以外的唯一倖存者，但已故。(客串)               |

安德魯·克勞福德和葛蘭·D·克雷特分別以動作捕捉方式扮演了在電影中出現的「異形」（Xenomorph）和「新異形」（Neomorph）。其他還包括蘿蕾萊·金聲演了聖約號的人工智能電腦「母親」（Mother），這部電腦也曾經出現在首部《異形》電影中；巧合的是，蘿蕾萊·金和於首部電影裏母親的配音演員海倫·霍頓（Helen Horton）為同事關係。

## 製作

### 發展
2012年3月17日，雷利·史考特表示在《普罗米修斯》留下許多未被解決的問題，可能會在續集裡解答「如果我們夠幸運有第二部的話，影片的確留給了你一些很好的懸而未決的問題。」面对续集是否会是《异形》直接相关前传的问题，戴蒙·林道夫回答：“如果我们有幸制作续集的话……它会和原本的《异形》距离更远。”2012年6月，林道夫称本片中有些剧情元素是故意不解釋的，以便在续集中给出答案，他和斯科特已经深入讨论了解决方案，使《普罗米修斯》即使没有续集也可以成为一部独立的作品。斯科特称，续集将跟随伊莉莎白·蕭前往她的下一个目的地：“因为要是那就是天堂，天堂就不可能是你所想像的那个样子。天堂的内涵是极端险恶和不详的。”林道夫觉得自己有可能不会参与续集的制作，但他也表示，如果斯科特希望某个项目有他的参与，那他会很难拒绝。同时他还认为《普罗米修斯》有从創新的构思或创意中获益。斯科特表示，还需要有一部额外的电影来說明《普罗米修斯》的续集和《异形》之间的差距。
2012年8月1日，福克斯公司打算拍摄续集，斯科特、拉佩斯和法斯賓達都将回归，并且正在與新的编剧商谈，以便在林道夫不能回归时接替。影片预计至少要到2014年才会上映。2012年12月19日，林道夫由于已经接下了其他工作而决定不参与本片续集的制作。2013年6月，正在进行与杰克·裴格伦（Jack Paglen）担任续集编剧的谈判 。2013年10月，斯科特确认剧本已经完成。2014年3月，麥可·葛林正受聘重写裴格伦的剧本，續集預定於2014年年底拍攝，2016年3月4日上映，預計在澳洲福斯製片廠開拍。9月4日，史考特對於《普羅米修斯》的續集，他個人是充滿期望。當初許多第一集的負評，都指出缺少了觀眾熟悉的太空怪物。史考特表示“怪物已經是過去式。老調無需重彈。”
2015年8月17日Bloody Disgusting報導尼爾·布洛姆坎普執導的《異形5》將會延期至《普羅米修斯2》上映之後才開始製作。9月24日，史考特證實電影名稱為《異形：失樂園》。2015年11月，斯科特透露了電影新的命名《異形：聖約》，並預計2016年2月在澳洲開拍。2015年11月16日發表了官方標示，简介及上映日期。2015年12月史考特接受The Wrap採訪表示《異形：聖約》裡会收录艺术家H·R·吉格爾为影片创作的经典异形卵形象。“影片里会包含他们所有，异形蛋，抱脸异形，破胸异形，以及成熟异形。”斯科特還表示“影片中的主角将去往工程师诞生的星球，他们会遇到那些由他们所创造的先进生物生化人。他们为什么会创造出这些野兽？它们是生物机械人，像一种武器。电影会解释这些问题，同时会重新引进异形。”

### 前期製作
2015年8月，史考特證實他開始為影片進行勘景，2015年10月，澳洲政府表示《雷神索爾3：諸神黃昏》和《異形：聖約》將於2016年在澳洲開拍，並且為電影計畫提供總計4725萬澳幣（約3400萬美金）的資金。2016年3月28日，20世纪福克斯公司的子公司沃兹制作有限公司，前往了紐西蘭蒂阿瑙進行场地视察並且在菲奧德蘭進行拍攝。

### 選角
2015年8月2日，報導了影星歐蜜·瑞佩斯和麥可·法斯賓達將演出續集並且將在2016年1月進行拍攝。到了2015年9月中旬，史考特證實了法斯賓達將會參與續集，預計2016年2月在加拿大和澳洲進行拍攝。2015年12月17日，證實凱薩琳·華特斯頓將擔任女主角丹妮絲，與史考特長期合作者，達留·沃爾斯基將會擔任電影攝影。2016年史考特證實了歐蜜·瑞佩斯不會續演伊莉莎白·蕭此一角色，但同年6月，又再度確認瑞佩斯將會短暫回歸拍攝幾場戲。2016年2月，宣布丹尼·麥布萊、德米安·毕齐、傑西·斯莫利特、艾米·塞梅兹、卡門·艾喬格、凱莉·赫尔南德斯、比利·庫達普、亚历山大·英格兰將會參與演出，2016年3月新人本杰明·里格比將參與演出。2016年12月，網路報導指出詹姆斯·法蘭科也參與了此片，他所飾演的角色為「聖約號」船長，丹妮絲的丈夫布蘭森。

### 拍攝

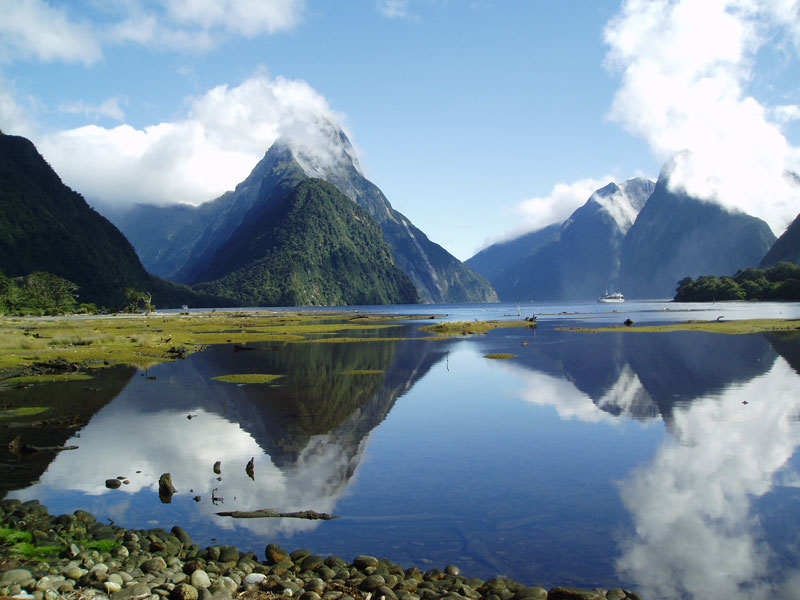
電影的主要拍攝地點米爾福德峽灣

電影自2016年4月4日在紐西蘭峽灣國家公園米爾福德峽灣開始拍攝。

## 音樂
哈利·葛瑞森-威廉斯最初被選為電影的作曲家，但在2016年11月確認他不再替《異形：聖約》作曲。葛瑞森-威廉斯概述了他離開這個項目的原因，是因為時間安排的混雜和創作性問題。第一個預告片披露了傑德·克佐已經取代葛瑞森-威廉斯成為作曲家。

## 發行
二十世紀福斯將《異形：聖約》的上映日期定為2017年10月6日。後提前兩個月改為2017年8月4日，最後傳出因拍攝順利，提前為2017年5月19日上映。電影在中國上映時，卻多處遭到刪減，其中包括异形破胸橋段，使得電影比原始版本要少了6分鐘。

### 評價
爛番茄基於238條評論，新鮮度65%，平均得分6.4／10。Metacritic獲得66分，代表「普遍好評」。據CinemaScore調查，觀眾的反應在A+至F間落於「B」，這與前集的成績相同。

### 票房
在北美，《異形：聖約》與《你是我一切的一切》和《遜咖冒險王4》共同上映和競爭；《異形：聖約》估計於首週末能從3670間戲院中獲得4000萬至5000萬美元的票房。美國首週末票房為3600萬美元，位居當週冠軍。
| 上一届： 《星際異攻隊2》 | 2017年美國週末票房冠軍 第20週    | 下一届： 《加勒比海盜 神鬼奇航：死無對證》 |
| 上一届： 《星際異攻隊2》 | 2017年台北週末票房冠軍 第19-20週 | 下一届： 《加勒比海盜 神鬼奇航：死無對證》 |
| 上一届： 《星際異攻隊2》 | 2017年香港週末票房冠軍 第20-21週 | 下一届： 《加勒比海盜 神鬼奇航：死無對證》 |

## 續集
2015年9月，雷利·史考特透露，他正在計劃兩部《普羅米修斯》的續集，並會與第一部《異形》有所關連，並補充說：「也許（將會）甚至會是四部電影，然後再回到《異形》系列」。2015年11月，史考特證實，《異形：聖約》將是首部與《異形》前傳系列有所關連的電影；並表示《普羅米修斯》的續集將揭示是誰創造了異形。第三部前傳片的劇本是在《異形：聖約》的製作期間所撰寫的，於2017年完成，計劃於2018年開始製作。2017年4月，史考特宣布，《異形5》永遠不會推出。

## 相關
- 虛構的外星生物 「异形」（Xenomorph），電影《異形》系列中的外星生物。

## 外部連結
官方
- 官方网站

影劇資料
- 互联网电影数据库（IMDb）上《異形：聖約》的资料（英文）
- Box Office Mojo上《異形：聖約》的資料（英文）
- 爛番茄上《異形：聖約》的資料（英文）
- Metacritic上《異形：聖約》的資料（英文）
- AllMovie上《異形：聖約》的资料（英文）
- Yahoo奇摩電影上《異形：聖約》的資料（繁體中文）
- 雅虎香港電影上《異形：聖約》的資料（繁體中文）
- 開眼電影網上《異形：聖約》的資料（繁體中文）
- 豆瓣电影上《異形：聖約》的資料 （简体中文）
- 时光网上《異形：聖約》的資料（简体中文）